# Siegmund av Brandenburg-Kulmbach
Siegmund av Brandenburg-Kulmbach, född 27 september 1467 i Ansbach, död 26 februari 1495 i Ansbach, var regerande furste och markgreve av Brandenburg-Kulmbach från 1486 till sin död.

## Biografi
Siegmund tillhörde huset Hohenzollern och var den tredje och yngste överlevande sonen till markgreve Albrekt Akilles av Brandenburg-Ansbach och Brandenburg-Kulmbach, som 1470 även blev kurfurste av Brandenburg. Hans mor var Albrekt Akilles andra hustru Anna, dotter till kurfurst Fredrik II av Sachsen.
Hans far hade genom att ärva sina bröder samlat alla huset Hohenzollerns besittningar i Brandenburg och Franken. Genom sin arvsordning Dispositio Achillea från 1473 stipulerade fadern uppdelningen av sina arvländer mellan sönerna. När Albrekt dog 1486 kom Siegmunds äldre halvbror Johan Cicero att ärva kurfurstetiteln och Brandenburg, medan de frankiska arvländerna delades mellan Furstendömet Ansbach och Furstendömet Kulmbach. Mellanbrodern Fredrik fick då Ansbach och Siegmund Kulmbach.
Siegmund gjorde borgen Plassenburg till sitt residens, men uppehöll sig endast sällan i det egna furstendömet. Istället gick han ofta i krigstjänst åt andra furstar och uppehöll sig huvudsakligen vid Maximilian I:s hov, där han var hövitsman (Feldhauptmann). Eftersom furstarna av Kulmbach genom sitt släktskap med huset Hohenzollerns kurfurstliga gren även var titulära markgrevar av Brandenburg, en högre titel, kallades hans furstendöme även för Markgrevskapet Brandenburg-Kulmbach.
Siegmund gifte sig aldrig och avled barnlös 1495 i Ansbach i samband med ett besök hos brodern Fredrik, som blev hans efterträdare. Därigenom ingick Brandenburg-Ansbach och Brandenburg-Kulmbach på nytt i personalunion. Siegmund begravdes i Heilsbronns kloster.